# Kırgız Temir Jolu
Kırgız Temir Jolu (en kirguís: Кыргыз Темир Жолу; en ruso: Кыргызская железная дорога, traducido como «Ferrocarriles Kirguises») es la empresa ferroviaria nacional de la Kirguistán operada por el Ministerio de Ferrocarriles kirguís y con sede en la capital, Biskek.
La empresa, conocida por sus siglas KTJ, fue creada en 1992 tras la desaparición de Ferrocarriles Soviéticos. En 2008 se electrificó la línea que conecta la capital Biskek con la red ferroviaria de Kazajistán.

## Estructura ferroviaria
KTJ opera alrededor de 320 km de líneas de vía única (con una longitud total de 42 km). Después de la ruptura de la Unión Soviética, Kyrgyz Railways obtuvo 2500 vagones de carga, 450 vagones de pasajeros y 50 locomotoras de los ferrocarriles soviéticos. Sin embargo, la crisis financiera de 1998 redujo drásticamente el gasto en los ferrocarriles.
La red ferroviaria actual se basa en la herencia de la antigua Unión Soviética y, como tal, tiene un ancho ruso de 1.520 mm.
El tráfico de carga es ahora solo el 13% de su nivel de 1990, 330 millones de tkm en 2001, en comparación con 2620 millones de tkm en 1990 y sigue cayendo. El tráfico de pasajeros es solo alrededor del 25% de lo que era en 1990. Si bien los servicios de carga son rentables, los servicios de pasajeros están perdiendo dinero, ya que las tarifas están reguladas por el Comité Antimonopolio.